# Eduardo Martínez de la Pera
Eduardo Martínez de la Pera fue un pionero del cine argentino, nació en la ciudad de Buenos Aires en 1880 y murió en enero de 1969. Sus inicios fueron en la fotografía y rápidamente llegó a ser considerado el mejor laboratorista del país.
Con su gran amigo y pariente Ernesto Gunche lograron numerosos premios nacionales e internacionales (por ejemplo Medal of Honor in the Panamá – Pacific International Exposition en San Francisco).
Una común inquietud los lleva a filmar documentales en la provincia de Misiones y las Cataratas del Iguazú: Cataratas del Iguazú sería el título más notorio de esa serie documental.
El cine argentino daba sus primeros pasos de la mano de Eugenio Py (francés radicado en San Martín), Max Glücksmann, Julio Alsina, Mario Gallo y Federico Valle. Sus obras eran todas breves.
En 1914 Amalia de Enrique García Velloso, inició la era del largometraje. En este nuevo tiempo se inscribe el caudal mayor de Martínez y Gunche constituidos en sociedad formal después de que su película Nobleza gaucha (1915) los vinculara con Humberto Cairo.
Nobleza Gaucha fue el primer gran suceso del cine argentino. Generó la primera explosión popular que marcó el comienzo de un cine de identidad nacional, de fuerte raigambre en el público de la época. Esto permitió que la sociedad Gunche / de la Pera invirtiera en la construcción del primer gran estudio para la realización de películas, que se inauguró en el barrio de Belgrano.
Luego vino otro gran suceso con Hasta después de muerta (1916), protagonizada por Florencio Parravicini. Después vendrían En la Sierra (1918), La casa de los cuervos (1923) y El Fausto Criollo (1923).
A Martínez de la Pera se le deben los primeros ensayos nacionales de microcinematografía, en cortos sobre el cáncer o los peligros de infecciones: Los Peligros del Cáncer, asesorado por el Dr. Ángel Roffo y Los peligros del mosquito que trascendió fronteras en la consideración científica.

## Nobleza gaucha
Filmada en 1914 con un costo apenas superior a los 20000 pesos, se estrenó al año siguiente y en un breve lapso logró recaudaciones cercanas al millón, proporción que quizás nunca volvió a repetirse en Argentina. Se convierte así en uno de los íconos del cine argentino del período mudo.
Se trata por otra parte de una de las escasas películas mudas (unas 15 sobre aproximadamente 200), que han logrado rescatarse en el país. Nobleza gaucha se hubiera perdido para siempre de no ser por un grupo que dirige el cineasta Fernando "Pino" Solanas.
Las leyendas de la película fueron encargadas al escritor José González Castillo quien incluyó párrafos propios y extractos del Santos Vega de Rafael Obligado, Fausto de Estanislao del Campo y el Martín Fierro de José Hernández.
Su éxito masivo en el país y la exportación de la película a España sentaron las bases para una industria cinematográfica nacional, en un mundo cuya producción aparecía jaqueada por la guerra.
Pero lo que fue la idea y el producto de Humberto Cairo, Eduardo Martínez de la Pera y Ernesto Gunche trascendió el celuloide para incorporarse en múltiples géneros y hasta en la vida cotidiana. En efecto, desde el tango con que Francisco Canaro saludó el éxito de la película hasta una marca de yerba mate que en la actualidad consumen los argentinos han mantenido su nombre, aunque muchos ni siquiera sepan ya acerca de su origen.
Nobleza gaucha se exhibió sin cesar hasta las postrimerías del cine mudo y luego en los primeros años del hablado; hubo una copia sonorizada por el productor Alfredo Murúa que contenía la voz grabada en disco de la célebre Orfilia Rico, una de las estrellas del film.